# Sundiata Gaines
Sundiata Kofi Gaines (Jamaica, 18 aprile 1986) è un ex cestista statunitense, professionista nella NBA e in Europa.

## Carriera
È stato messo sotto contratto dagli Utah Jazz il 5 gennaio 2010. Alla sua quinta partita, il 14 gennaio 2010, ha segnato una tripla allo scadere che ha permesso agli Utah Jazz di battere i Cleveland Cavaliers 97-96. È stata anche la prima tripla della sua carriera NBA.
Nel settembre 2011 firma un contratto con la formazione georgiana dell'BC Armia Basket, complice il lockout NBA 2011-2012. L'accordo prevede comunque una clausola di ritorno negli States in caso di ripresa del torneo.